# Hallmark Channel
Hallmark Channel este un canal american prin cablu și o rețea de televiziune prin satelit. Este deținut de compania Crown Media Holdings care este deținută în mare parte de Hallmark Cards. Emisiunile transmise de  Hallmark  vizează în primul rând familia și oferă un amestec de filme de televiziune și miniseriale TV, seriale de televiziune originale și cumpărate, precum și programe despre stilul de viață.
Începând cu luna august 2013, canalul Hallmark este disponibil în Statele Unite ale Americii pentru aproximativ 85.897.000 de gospodării prin sistemul de televiziune cu plată (reprezentând 75,22 % din totalul gospodăriilor cu televizor).

## Istorie
Hallmark Channel are legătură cu două foste canale distincte prin cablu cu emisiuni religioase, American Christian Television System (ACTS) și Vision Interfaith Satellite Network (VISN). Cele două rețele au început să transmită alternativ pe aceeași frecvență prin satelitul Galaxy III, în 1992. Conform acordului original, rețeaua a fost etichetată drept VISN/ACTS. Fiecărei rețele i s-a alocat un timp pentru blocurile sale de programare și avea siglă separată. În 1993, rețeaua a fost denumită Faith and Values Channel, iar în 1996 Odyssey Network. La 5 august 2001 Odyssey Network este redenumit Hallmark Channel. Rețeaua restructurată a scăzut la zero numărul emisiunile religioase, dar a continuat să se concentreze pe sitcom-uri de familie și seriale dramatice, filme dramatice și alte programe de divertisment general. National Interfaith Cable Coalition a continuat să dețină circa 5 % din canal și continuă să producă unele programe de conținut  pentru Hallmark Channel. Schimbarea a afectat și Kermit Channel în Asia, achiziționat  de Crown Media  în aceiași perioadă, canalul fiind relansat sub marca Hallmark Channel, reducând canalul Kermit  la un bloc de program de trei ore în cadrul rețelei.

## Legături externe
- Site-ul oficial

## Vezi și
- Hallmark Channel (International)
- Diva Universal